# 擬德氏雙蓋蕨
擬德氏雙蓋蕨（学名：Diplazium pseudo-doederleinii）为蹄蓋蕨科雙蓋蕨屬下的一个种。

## 扩展阅读
- 維基物種上的相關：擬德氏雙蓋蕨